# Hoplias malabaricus
Espèce
Hoplias malabaricus, appelé Tararira en Argentine, Traíra au Brésil, ou encore Tarango ou  Tarucha, ou Patagaye en Guyane Française, est une espèce de poissons d'eau douce de la famille des Erythrinidae, elle-même de l'ordre des Characiformes. Cette espèce se rencontre dans les marécages et dans les rivières d'Amérique du Sud, et particulièrement dans le Río Paraná en Argentine. Son nom portugais est traíra. Le nom de malabaricus est dû au fait que son descripteur croyait que ce poisson était originaire d'Asie.

## Description
La tararira est un poisson robuste, de corps cylindrique et possédant une grande bouche. Il a une denture très développée avec des dents jusqu'à son palais. C'est un Poisson-Tigre tout comme son frère le Hoplias aimara (que l'on trouve en Guyane). Il a beaucoup de force dans sa mandibule, laquelle agit comme une tenaille. Sa taille habituelle est de 50.2 cm et il peut atteindre un poids de 3 à 4 kilos.

## Habitudes
Dans le Río Paraná, en été ou quand il fait chaud, on peut le voir sauter hors de l'eau pour attraper des proies. En hiver, il ne migre pas, mais se réfugie dans les zones profondes du fleuve. C'est un chasseur très vorace et qui mange de tout, y compris les doigts des pêcheurs. Il s'approche souvent des rives pour y manger des petits poissons. Quand il ne mange pas, il se réfugie en eau profonde où on peut dès lors le trouver. Hoplias malabricus a une grande capacité d'adaptation, et est habitué à vivre aux mêmes endroits hiver comme été.